# Germogli di fagiolo mungo
Il germoglio di fagiolo mungo è un vegetale utilizzato in gastronomia ed è il prodotto della germinazione dei semi di fagiolo mungo. I germogli sono diffusi principalmente in Asia.

## Storia
I germogli di fagiolo mungo furono inizialmente coltivati e utilizzati in Cina nel periodo della dinastia Han, che governò l'impero dal 206 a.C. al 220 d.C. Sono menzionati per la prima volta in un libro farmacologico secondo il quale a quel tempo erano impiegati come medicina. Il primo documento in cui ne viene riportato l'utilizzo come alimento è un libro cinese che risale a circa il 1200, durante il dominio dei Song Meridionali tra il 1127 e 1279, periodo in cui verosimilmente i germogli di fagiolo mungo erano diventati un alimento comune in Cina. La prima menzione in lingua inglese si trova in un libro pubblicato nel 1767 negli Stati Uniti, nel quale si descrive la germinazione della fagiolo mungo importata dalla Cina. Il primo resoconto in Europa è quello pubblicato in un testo del 1830 del botanico tedesco Philipp Franz von Siebold, nel quale scrive come viene fatta germinare la fagiolo mungo in Giappone per ottenere i mogashi, storpiatura del termine moyashi con cui i germogli sono conosciuti in Giappone.
Quarantun anni dopo, il medico missionario Frederick Porter Smith scrisse che i germogli venivano prodotti in grandi quantità in Cina durante l'inverno, quando le verdure erano scarse. Nel 1905 fu avviata da un'azienda cinese la prima produzione di germogli di fagiolo mungo negli Stati Uniti. Cinque anni dopo, il cinese Li Yu-ying inaugurò in Francia la prima azienda per la produzione e commercio dei germogli in Europa. Negli anni successivi si moltiplicarono le pubblicazioni riguardanti i germogli e nel 1938 fu descritto in una pubblicazione dell'USDA come coltivarli in casa. A partire dagli anni 1960 i germogli di fagiolo mungo sono diventati sempre più conosciuti nei mercati americani ed europei grazie al crescente interesse per i germogli in genere e al rapido aumento della popolazione cinese negli Stati Uniti. Nel 1965 si diffuse in Occidente la notizia che in Asia i germogli di vigna radiata erano prodotti in quantità maggiore di quelli di fagiolo mungo.

## Consumo e pietanze

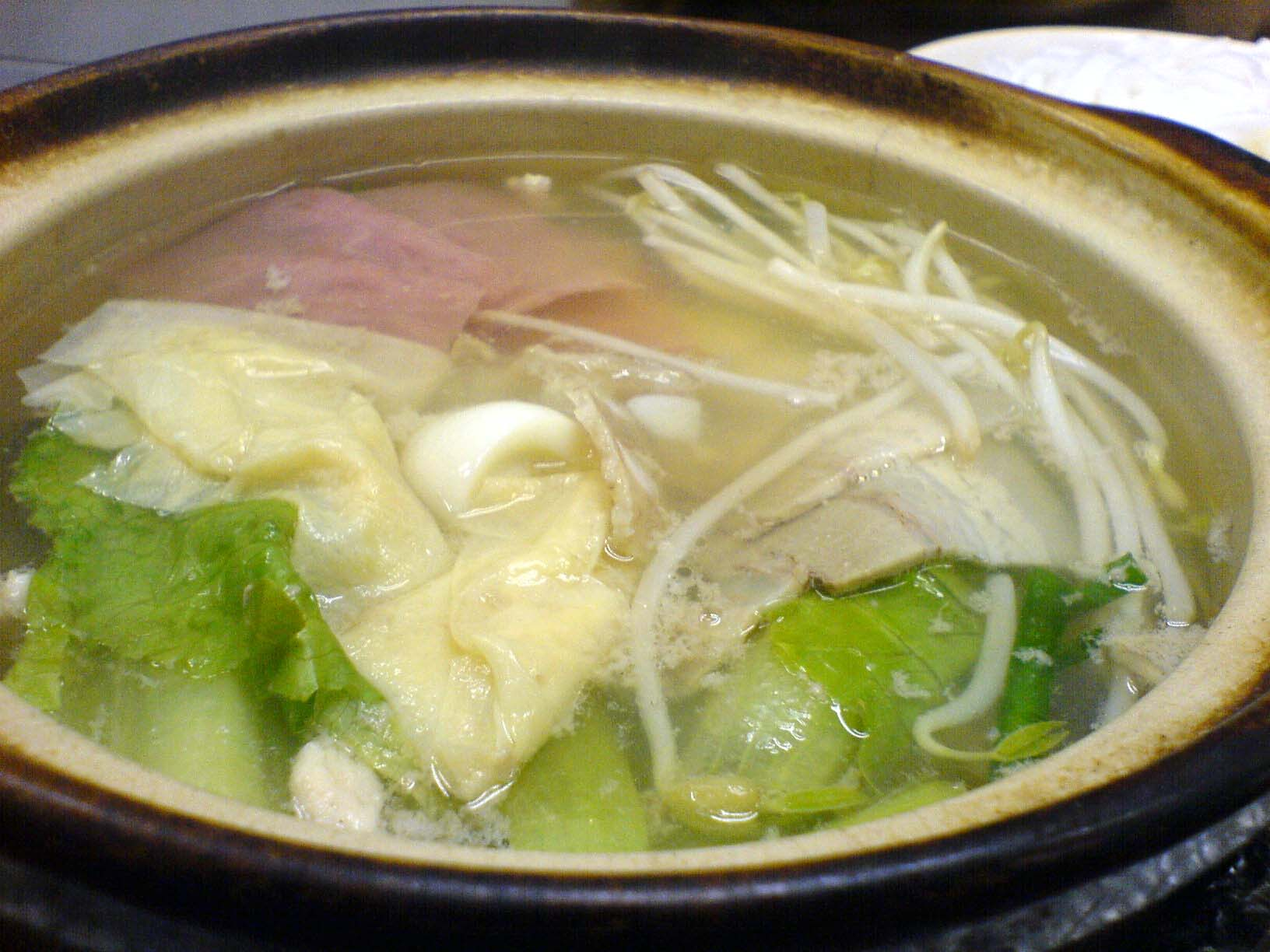
Zuppa cinese

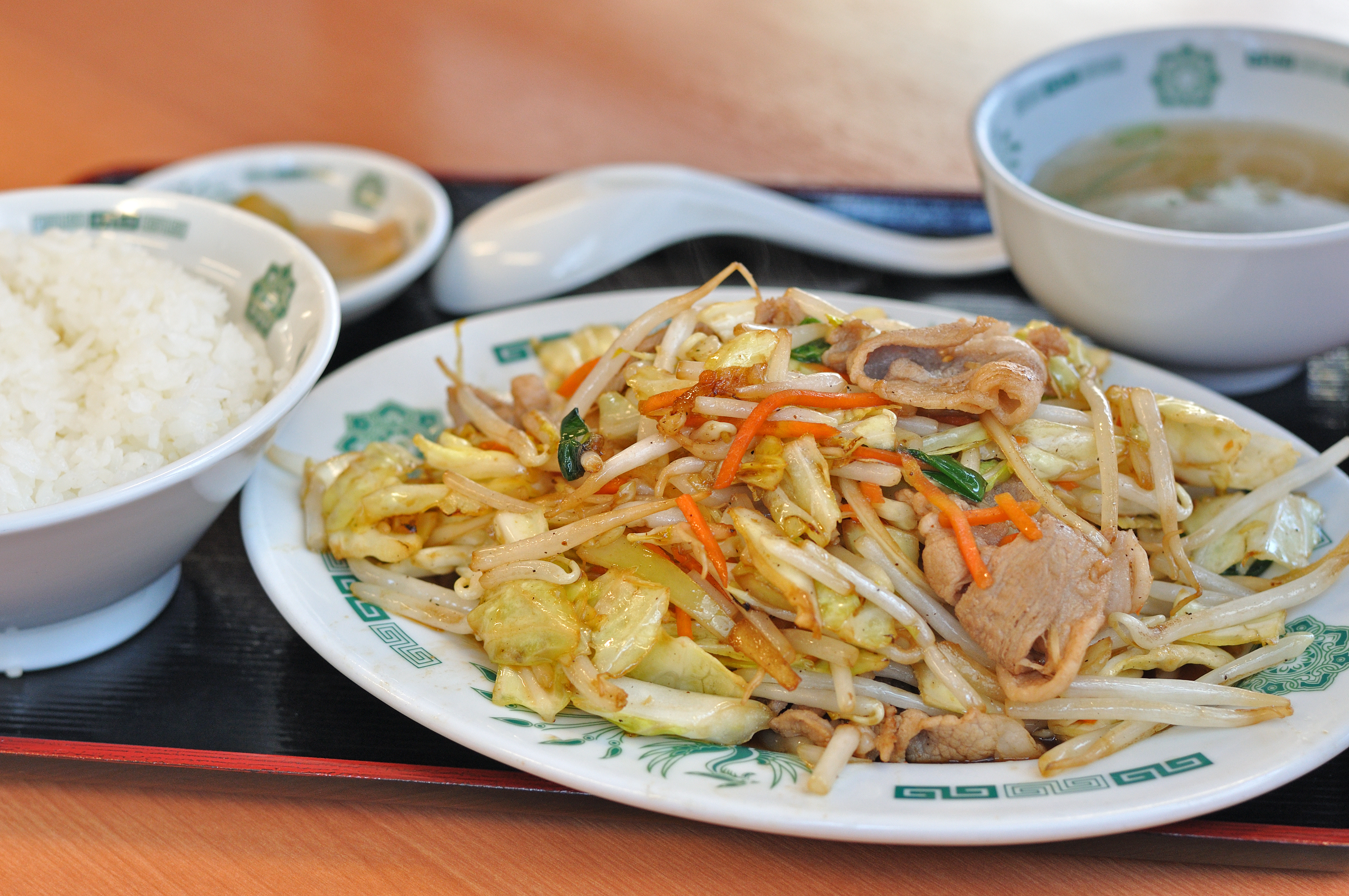
Yasai itame

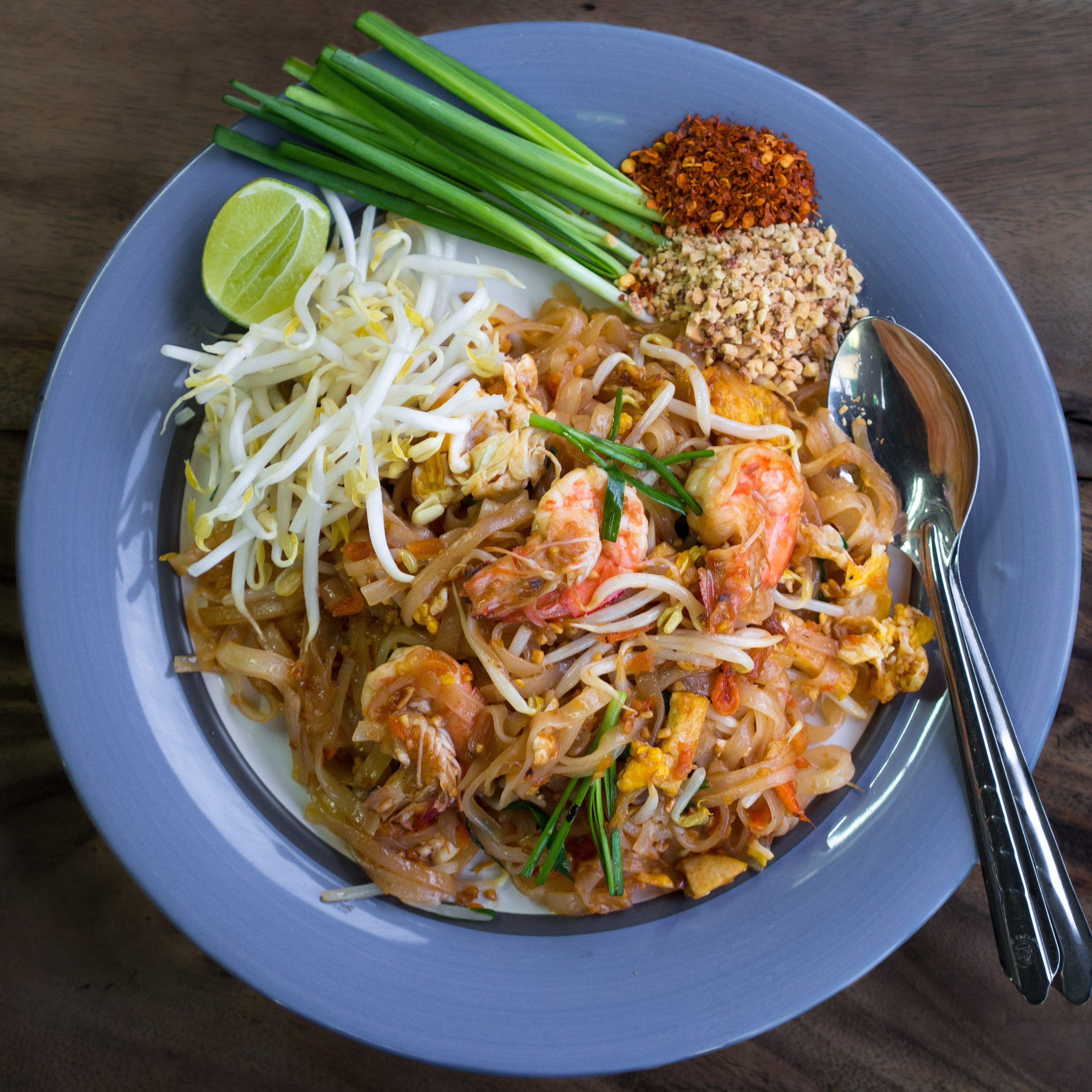
Pad thai

Possono fare da contorno, dopo averli fatti saltare in padella con opportuni ingredienti, o possono a loro volta essere un ingrediente per zuppe, piatti di pasta e fritture al salto di verdura, carne o pollame. È sconsigliato consumarli crudi e sono da scartare i germogli che presentino qualsiasi segno di foglioline crescenti subito sotto al seme giallo.

### Cina
In Cina i germogli di fagiolo mungo vengono di solito cucinati fritti al salto in una wok con carne e verdure, scottati 1 o 2 minuti prima di essere inseriti in un'insalata oppure vengono aggiunti in una zuppa.

### Corea
Il termine coreano sukjunamul (숙주나물?) indica sia i germogli di fagiolo mungo che i piatti namul dove sono presenti come ingrediente principale.

### Giappone
In Giappone i germogli di fagiolo mungo sono i più utilizzati in gastronomia, coprendo circa il 90% del fabbisogno nazionale di germogli. Si usano per la zuppa di moyashi (?, moyashi supu) e in diverse altre pietanze come nelle verdure fritte al salto (野菜炒め?, yasai itame), in cui si possono aggiungere pezzi di carne.

### Thailandia
I germogli di fagiolo mungo sono un ingrediente diffuso in Thailandia, tra i piatti più famosi in cui sono utilizzati vi sono il pad thai, tradizionali spaghettini o tagliolini di riso fritti al salto, e le hoi tod, cozze fritte in pastella.